# Abdie Church

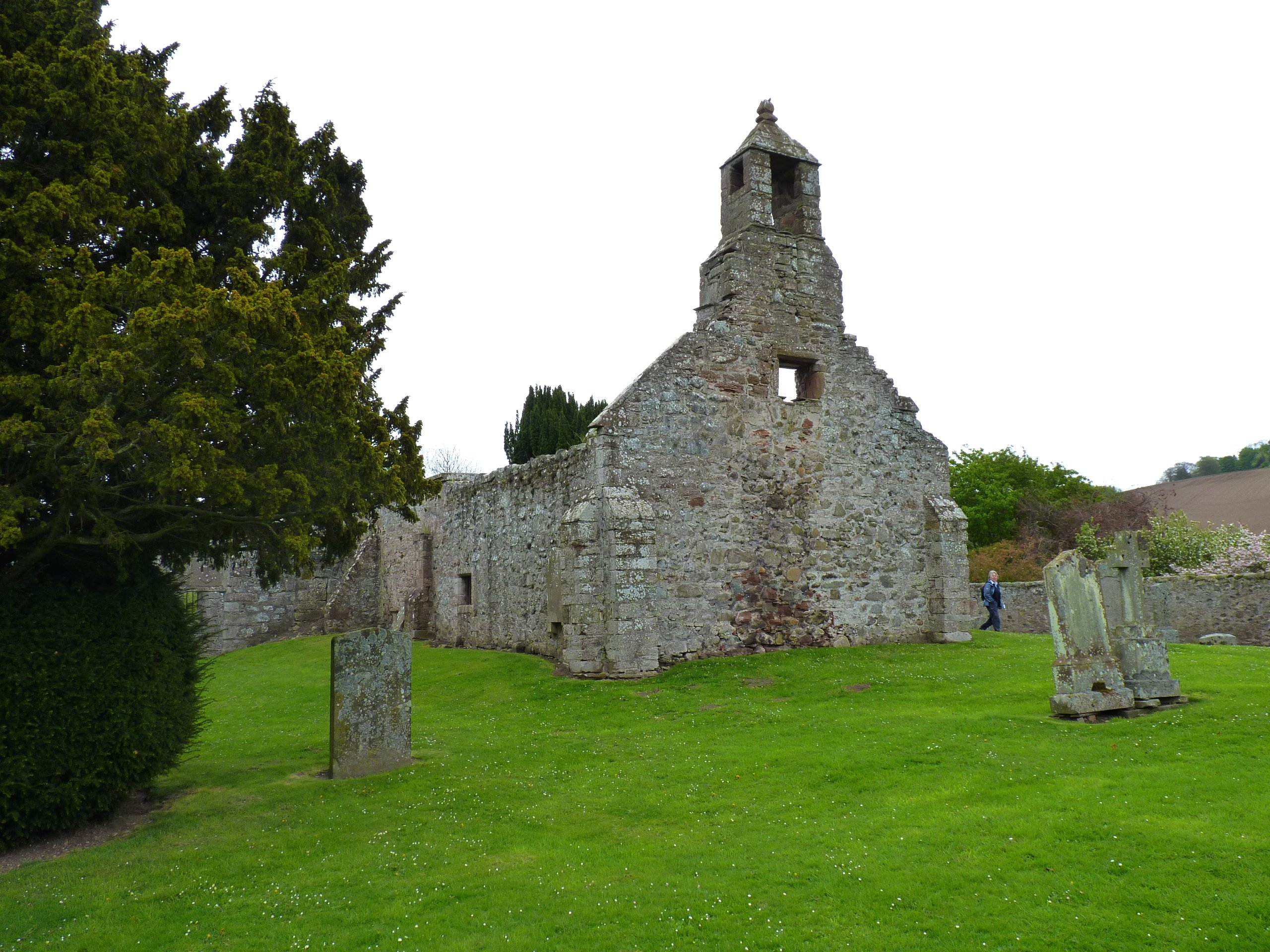
Ruine der Abdie Church

Die Ruine der Abdie Church (englisch Abdie old parish Church – auch St Magridin genannt) liegt drei Kilometer südöstlich von Newburgh und einen Kilometer südwestlich von Lindores in Fife in Schottland.
Sie wurde 1242 von Bischof David of Bernham geweiht und war eine schmale einschiffige Kirche, die 1661 ein Seitenschiff erhielt. Die vom Orden der Culdeer gegründete und St Muggin (schottisch-gälisch Magridin) geweihte Kirche gehörte im 13. Jahrhundert zur 1178 oder 1191 gegründeten Lindores Abbey und war, bis sie aufgegeben wurde, als Pfarrkirche im Einsatz. Im Jahre 1555 wird der „Hochaltar unserer Lieben Frau von Abdie“ erwähnt, so dass eine Umwidmung erfolgt sein muss. Die Kirche wurde 1827 zugunsten der modernen Kirche aufgegeben und im Jahr 1856 restauriert. Sie war ab dem 17. Jahrhundert Grablege der Balfours of Denmylne (auch Denmilne).
Die Ruine der Abdie Church ist in einem guten Zustand. Ein Grabstein aus dem 14. Jahrhundert und ein Bildnis des 15. Jahrhunderts wurden im Altarraum der Kirche gefunden und befinden sich im Keller des Pfarrhauses von Abdie, in der Nähe der Ruine. 2017 waren in Schottland 8238 Monumente unter Schutz gestellt, darunter die Ruine der Abdie Church.

## Lindores Stone

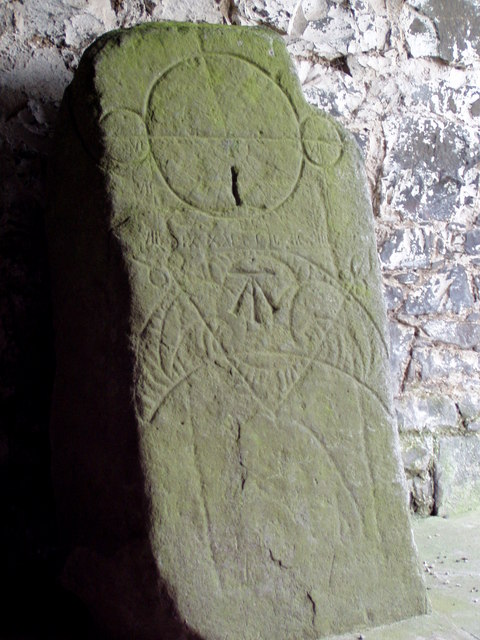
Lindores Stone

Der 1,7 m hohe und 0,56 m breite Piktische Symbolstein steht nicht in seinem ursprünglichen Standort, sondern in einem kleinen Gebäude am Eingang des Abdie Churchyard. Der Class I Stein, auch „Abdie Stone“ genannt, ist ein gutes Beispiel der Steinschnittkunst der Pikten im 7. Jahrhundert n. Chr. Er trägt drei typisch Symbole:
- oben drei Kreise, von denen der zentrale größer ist als die beiden anderen. Alle sind mit einem horizontalen Balken versehen, der über das Zentrum verläuft. Das dreifache Kreissymbol ist als Kessel interpretiert worden. Es gibt einen großen Kessel auf dem Symbolstein von Glamis Manse in Glamis, Angus.
- unten befinden sich der Halbmond und das V-Stab Symbol.
- an einer Seite gibt es die Darstellung eines Spiegels.

Die Vorderseite des Steins wurde später als Basis für eine Sonnenuhr verwendet und als Messpunkt der amtlichen Landesvermessung.